# Перекоп (Перекопський район)
Переко́п або Ор-Капи́ (крим. Or Qapı) — село в Україні, підпорядковане Армянській міській раді Перекопського району Автономної Республіки Крим. Відстань до райцентру становить 27 км і проходить автошляхом E97, із яким збігається М17.

## Географія
Розташоване на Перекопському перешийку, який створює сухопутний зв'язок між Кримом і континентом, висота центру села над рівнем моря — 14 м, найпівнічніший населений пункт Армянської міськради та Криму.

## Історія

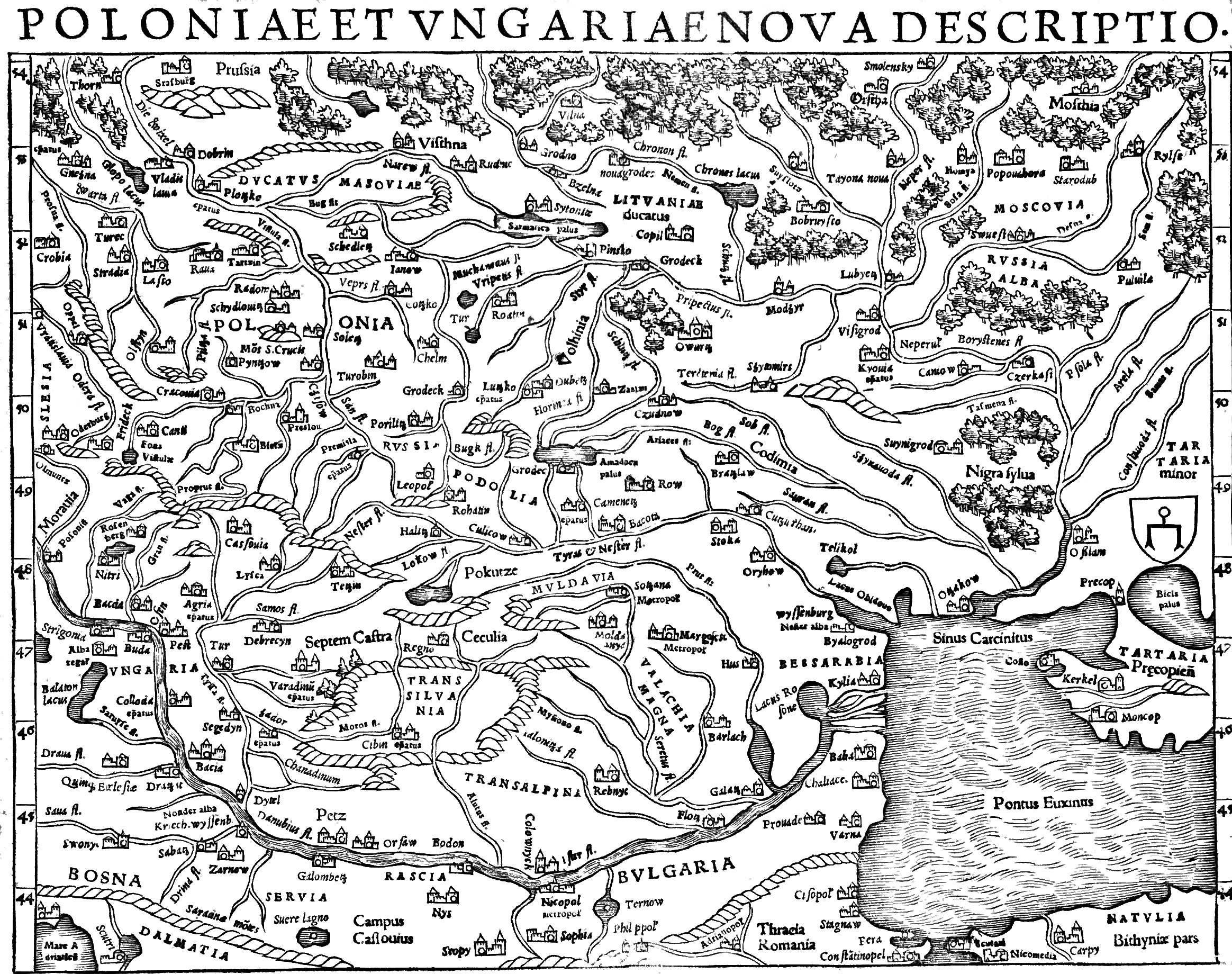
Перекоп на мапі 1554 р.

Уперше згадується як місто Тафгрос в документах I ст. На місці, де сьогодні розміщене село, колись була Перекопська фортеця і місто Перекоп.

## Населення
За даними перепису населення 2001 року, у селі мешкало 894 особи. Мовний склад населення села був таким:
| Мова              | Число ос. | Відсоток |
| ----------------- | --------- | -------- |
| українська        | 187       | 22,71    |
| російська         | 403       | 48,88    |
| кримськотатарська | 213       | 25,84    |
| молдавська        | 11        | 1,34     |
| білоруська        | 6         | 0,67     |
| угорська          | 1         | 0,11     |